# Gornja Koznica
Gornja Koznica (izvirno srbsko Горња Козница) je naselje v Srbiji, ki upravno spada pod Občino Surdulica; slednja pa je del Pčinjskega upravnega okraja.

## Demografija
V naselju živi 69 polnoletnih prebivalcev, pri čemer je njihova povprečna starost 50,8 let (46,2 pri moških in 55,4 pri ženskah). Naselje ima 29 gospodinjstev, pri čemer je povprečno število članov na gospodinjstvo 2,66.
To naselje je popolnoma srbsko (glede na rezultate popisa iz leta 2002).
|  |

| Demografija | Demografija     | Demografija     |
| Leto        | Št. prebivalcev | Št. prebivalcev |
| ----------- | --------------- | --------------- |
|             |                 |                 |
|             |                 |                 |
|             |                 |                 |
|             |                 |                 |
| 1948        | 257             |                 |
| 1953        | 262             |                 |
| 1961        | 264             |                 |
| 1971        | 215             |                 |
| 1981        | 209             |                 |
| 1991        | 115             | 115             |
| 2002        | 77              | 77              |
|             |                 |                 |

| Etnična sestava po popisu iz leta 2002 | Etnična sestava po popisu iz leta 2002 | Etnična sestava po popisu iz leta 2002 | Etnična sestava po popisu iz leta 2002 | Etnična sestava po popisu iz leta 2002 |
| -------------------------------------- | -------------------------------------- | -------------------------------------- | -------------------------------------- | -------------------------------------- |
| Srbi                                   | Srbi                                   |                                        | 77                                     | 100,0%                                 |
| Neznano                                | Neznano                                |                                        | 0                                      | 0,0%                                   |